# Theriella tenuistyla
Theriella tenuistyla är en spindelart som först beskrevs av Galiano 1970.  Theriella tenuistyla ingår i släktet Theriella och familjen hoppspindlar. Inga underarter finns listade i Catalogue of Life.